# Katumaksomab
Katumaksomab (INN: Catumaxomab, REMOVAB, ATC L01X C09) – szczurze-mysie hybrydowe przeciwciało monoklonalne IgG2 wytwarzane w szczurzej-mysiej hybrydowej linii komórek hybrydoma, jest wskazany do dootrzewnowego leczenia wodobrzusza nowotworowego u pacjentów z rakami EpCAM-pozytywnymi, kiedy standardowa terapia nie jest odpowiednia lub nie jest już możliwa.

## Mechanizm działania

Schemat mechanizmu działania Katumaksomabu

Katumaksomab jest trójfunkcyjnym szczurzym-mysim hybrydowym przeciwciałem monoklonalnym, skierowanym swoiście przeciw antygenowi cząsteczki adhezyjnej komórek nabłonkowych (EpCAM) i antygenowi CD3. W większości rodzajów złośliwych nowotworów nabłonkowych następuje nadmierna ekspresja antygenu EpCAM. Ekspresja CD3 następuje na dojrzałych komórkach T jako element receptora komórek T. Trzecie funkcjonalne miejsce wiązania w rejonie Fc katumaksomabu umożliwia interakcję z pomocniczymi komórkami odpornościowymi poprzez receptory Fcδ. Ze względu na właściwości wiązania katumaksomabu komórki nowotworowe, komórki T i pomocnicze komórki odpornościowe znacznie się do siebie zbliżają. W związku z tym indukowana jest wspólna odpowiedź immunologiczna przeciw komórkom nowotworowym, obejmująca różne mechanizmy działania, takie jak aktywacja komórek T, cytotoksyczność komórkowa zależna od przeciwciał (antibody-dependent cell-mediated cytotoxicity/ ADCC), cytotoksyczność zależna od dopełniacza (complement-dependent cytotoxic ty/ CDC) i fagocytoza. Prowadzi to do zniszczenia komórek nowotworowych.

## Sposób podawania
Należy podawać wyłącznie w infuzji dootrzewnowej, nie wolno podawać jako bolusa dootrzewnowego ani w żaden inny sposób.

## Częste działania niepożądane
- limfopenia
- tachykardia
- bóle brzucha
- nudności
- wymioty
- biegunka
- gorączka
- zmęczenie
- dreszcze